# هاداواي
نيستور ألكسندر هاداواي (بالإنجليزية: Nestor Alexander Haddaway)‏(ولد في 9 يناير 1965) هو مغن ألماني ولد في ترينيداد وتوباغو، اشتهر بأغنيته المنفردة عام 1993 "ما هو الحب" ، والتي احتلت المرتبة الأولى في 13 دولة. يعيش نيستور حاليا في النمسا، ولديه أيضًا منزل في كولونيا بألمانيا. منذ عام 2019، كان لاعبًا وراعيًا لفريق البيسبول كوفشتاين ولفينز الذي فاز بالبطولات الإقليمية عامي 2019 و2020.

## وقت مبكر من الحياة
ولد نيستور ألكسندر هاداواي في ترينيداد وتوباغو عام 1965. كانت والدته ممرضة ووالده عالم أحياء بحرية. انفصل والديه في أوائل السبعينيات وعاش هاداواي في البداية مع والده في أوروبا، ثم مع والدته في أمريكا. نشأ في شيكاغو وانتقل إلى منطقة واشنطن العاصمة عندما كان عمره 9 سنوات. وأُشجعَه على تعلم العزف على البوق كان استماعه لموسيقى لوي أرمسترونغ عندما كان عمره 14 سنة. التحق بمدرسة ميد الثانوية في فورت ميد بولاية ماريلاند، حيث كان عضوًا في فرقة الموسيقى التي قادته في نهاية المطاف لتأسيس أول فرقته، تشانسيز. في عام 1987، التحق بكلية الطب، لكنه تركها بسبب عدم الشغف وانتقل إلى كولونيا في ألمانيا الغربية، حيث عمل في الحانات بشكل رئيسي. فيما بعد، أسس شركته الخاصة التي تسمى إنيرجي والتي كانت متخصصة في تنظيم عروض الأزياء وجلسات التصوير الفوتوغرافي.